# Liste des ambassadeurs de France au Belize
La représentation diplomatique de la République française au Belize est située à l'ambassade de France à Guatémala, capitale du Guatémala, et son ambassadrice est, depuis 2021, Odile Roussel.

## Représentation diplomatique de la France
Seule enclave anglophone d'Amérique centrale, le Belize, colonie nommée Honduras britannique jusqu'en 1964, puis territoire autonome, accède à l'indépendance du Royaume-Uni le 21 septembre 1981. Malgré l'instauration de relations diplomatiques entre le Belize et la France, cette dernière accrédite son ambassadeur en résidence au Guatémala auprès de l'État bélizien depuis 2018 (et au Salvador auparavant). Le Belize, quant à lui, nomme un ambassadeur à Bruxelles, accrédité auprès de l'Union européenne.

## Ambassadeurs de France au Belize
| De   | À    | Ambassadeur               | Résidence |
| ---- | ---- | ------------------------- | --------- |
| 1982 | 1985 | Jean-Pierre Chauvet       | Salvador  |
| 1985 | 1988 | Alain Rouquié             | Salvador  |
| 1988 | 1996 | Jean-Claude Fortuit       | Salvador  |
| 1991 | 1997 | Gaston Le Paudert         | Salvador  |
| 1997 | 1999 | Michèle Dantec            | Salvador  |
| 1999 | 2004 | Lydie Gazarian            | Salvador  |
| 2004 | 2008 | Francis Roudière          | Salvador  |
| 2008 | 2012 | Blandine Vailhe-Kreiss    | Salvador  |
| 2012 | 2015 | Philippe Vinogradoff      | Salvador  |
| 2015 | 2018 | David Izzo                | Salvador  |
| 2018 | 2021 | Jean-François Charpentier | Guatémala |
| 2021 | auj. | Odile Roussel             | Guatémala |

## Consulats
Le Belize dépend de la circonscription consulaire de Guatémala où est située la section consulaire.

### Circonscriptions électorales
Pour l'élection à l'Assemblée des Français de l'étranger, le Salvador et le Belize appartiennent à la circonscription électorale de Mexico comprenant aussi le Costa Rica, le Guatemala, le Honduras, le Mexique, le Nicaragua et Panama (3 sièges).
Pour l'élection des députés des Français de l’étranger, le Salvador et le Belize dépendent de la 2e circonscription.